# Mont Boron
Pour les articles homonymes, voir Boron.
Le mont Boron est une colline située sur la partie sud-est de la commune de Nice, dans le département français des Alpes-Maritimes. Il culmine à 191,3 m. Il désigne également le quartier de Nice construit sur ses flancs et à ses pieds.

## Toponymie
Dans son ouvrage Nice et ses environs (1843), l'écrivain niçois Louis Roubaudi expose différentes hypothèses quant à l'étymologie du mont. Il explique que « Boron » pourrait provenir de la déformation de « Moron », issu du latin Mororum ou Maurus, termes qui désignent les Maures ou les Sarrasins (conf. Présence sarrasine au nord des Pyrénées). Ce peuple aurait en effet élevé des fortifications sur le mont au cours du Moyen Âge. L'autre hypothèse considère « Boron » comme dérivant de Bobon, un saint anachorète qui aurait encouragé les Niçois à expulser les Sarrasins installés sur le mont. Le mont Alban, situé juste au nord pourrait lui provenir de mont Alborum (« mont des Blancs »), l'endroit à partir duquel les Niçois auraient attaqué les Sarrasins.

## Géographie

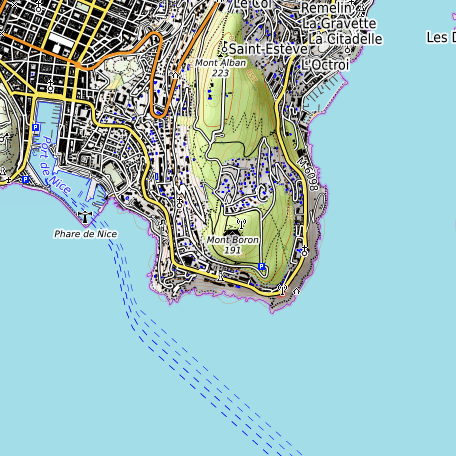
Carte topographique.

Le mont Boron correspond au prolongement vers la mer du mont Alban situé un peu plus au nord. D'une superficie de 57 hectares, le massif forestier du mont Boron constitue le principal parc de l'est niçois. Il est célèbre pour ses nombreux panoramas orientés sur la ville ainsi que sur la rade de Villefranche-sur-Mer et le cap Ferrat. Il abrite la batterie du mont Boron, une enceinte de 400 m de long et de 15 000 m2 de superficie, construite en 1886-1887 et destinée à la protection aussi bien de la baie des Anges que de la rade de Villefranche-sur-Mer. Le mont Boron est aussi un quartier très résidentiel constitué de nombreuses villas. La délimitation de ce quartier lui fait généralement englober le mont Alban.
Au pied du mont Boron se situe la grotte du Lazaret qui est un site préhistorique du Paléolithique moyen, qui au début du XXe siècle donnait son nom au quartier du Lazaret.
Le mont Boron est desservi par une ligne d'autobus du réseau Lignes d'Azur.

## Histoire
Le mont Boron a été un site stratégique dès l'Antiquité. Construit entre 1557 et 1560 sous le règne d'Emmanuel-Philibert de Savoie, le fort du Mont-Alban visait à protéger Nice contre les invasions, notamment turques et françaises. Le site a continué à jouer un rôle militaire jusqu’au XIXe siècle, et le fort est aujourd'hui un élément patrimonial remarquable.

## Littérature
Né à Paris le 2 septembre 1846, Paul Déroulède, poète, auteur dramatique, romancier et militant nationaliste français, est mort au mont Boron le 30 janvier 1914. Nationaliste intransigeant, il fut un acteur important de la droite nationaliste française.
L'écrivain niçois Bernard Morlino né à Nice, rue de la République, le 23 novembre 1952, a vécu toute son enfance au mont Boron, de sa naissance au début des années 1970. Il allait à l'école du Mont-Boron, et il joua dans l'équipe de football du Mont-Boron, fondée par Monsieur Thooris. Le polémiste et mémorialiste est aussi chroniqueur littéraire.